# Länsväg Z 559
Länsväg Z 559 är en länsväg i Bräcke och Östersunds kommuner i Jämtlands län som går mellan länsväg 550 vid Herrevadsströmmen och E45 vid Gottand, norr om Tandsbyn. Vägen är 32 kilometer lång och passerar bland annat kyrkbyn Bodsjö, småorten Loke och tätorten Tandsbyn.
Från Herrevadsströmmen fram till Skurun är vägen belagd med grus, därefter asfalterad en kortare sträcka fram till Flatnor, för att sedan vara belagd med grus hela vägen fram till Loke, där den åter igen är asfalterad fram till korsningen med E45.
Hastighetsgränsen är 70 kilometer per timme förutom inom tätorten Tandsbyn respektive byn Berge där den är 50. En kortare sträcka förbi Tandsbyns förskola är den 30.
Inom Tandsbyns tätort heter vägen Bodsjövägen respektive Författarvägen.
Vägen ansluter till:
- Länsväg Z 550 (vid Herrevadsströmmen)
- Länsväg Z 549 (vid Bodsjö)
- Länsväg Z 560 (vid Loke)
- Länsväg Z 556 (vid Tandsbyn)
- Europaväg 45 (vid Gottand)